# Althepus javanensis
Althepus javanensis là một loài nhện trong họ Ochyroceratidae. Loài này phân bố ở Java.